# Borno (staat)
Borno is een Nigeriaanse staat. De hoofdstad is Maiduguri, Borno ligt in het noordoosten van het land en grenst aan het Tsjaadmeer.
In het recente verleden zijn er regelmatig spanningen tussen moslims en christenen. Sinds in 2002 terreurorganisatie Boko Haram in Maiduguri werd opgericht wordt Borno door aanslagen geteisterd. Op 14 april 2014 werden in Chibok, ten zuiden van Maiduguri, meer dan 200 meisjes door Boko Haram uit hun school ontvoerd. Over hun lot is veel nog niet duidelijk.

## Lokale bestuurseenheden
Er zijn 27 Local Government Areas LGA's, de clokale bestuurseenheden. Elk LGA wordt bestuurd door een gekozen raad met aan het hoofd een democratisch gekozen voorzitter.
De lokale bestuurseenheden zijn:
| - Abadam - Askira/Uba - Bama - Bayo - Biu - Chibok - Damboa - Dikwa - Gubio - Guzamala - Gwoza - Hawul - Jere - Kaga |  | - Kala/Balge - Konduga - Kukawa - Kwaya-Kusar - Mafa - Magumeri - Maiduguri - Marte - Mobbar - Monguno - Ngala - Nganzai - Shani |